# Arenaways
Arenaways es una empresa ferroviaria de Italia fundada por Giuseppe Arena, a través de Longitude Holding, que operó brevemente los servicios de acceso abierto Turín-Milán entre 2010 y 2011. Sin embargo, las autoridades italianas se negaron a autorizar que los trenes hicieran escala en estaciones intermedias de la ruta como medida de protección de los servicios regionales subsidiados de Trenitalia, por lo que Arenaways cesó sus operaciones.
En 2024, Renfe Operadora y Serena Industrial Partners adquieren un 33% cada uno del capital social, después de que la Agencia de Movilidad de Piamonte encomendase a Arenaways la operación durante los próximos diez años del servicio de viajeros en dos rutas regionales: la que conecta las localidades de Cunneo, Saluzzo y Savigliano, y la que conecta Ceva y Ormea. Su pretensión es extender su operación a nuevas rutas, tanto de servicio público como comerciales y ya ha obtenido de la Autoridad Reguladora del Transporte la autorización para poner en marcha conexiones de larga distancia en régimen de "open access" en las rutas Noroeste-Noreste y Norte-Centro-Sur. La autoridad reguladora del transporte italiano concedió a Longitude el acceso a la red ferroviaria nacional para circular en seis rutas nacionales y una internacional: Roma-Reggio Calabria, Turín-Lecce, Turín-Venecia, Roma-Génova y Milán-Innsbruck-Múnich con paso desde Bolzano, en la línea Brenner. De estas circulaciones, que deberían entrar en servicio en 2026, a Renfe le interesan especialmente las de Roma, Milán y Múnich.